# Augisey
Augisey ist eine französische Gemeinde im Département Jura in der Region Bourgogne-Franche-Comté. Sie gehört zur Region Bourgogne-Franche-Comté, zum Département Jura, zum Arrondissement Lons-le-Saunier und zum Kanton Saint-Amour.
Die Gemeinde grenzt im Uhrzeigersinn an
- La Chailleuse,
- Rothonay,
- Cressia,
- Rosay,
- Rotalier.

## Bevölkerungsentwicklung
| Jahr                       | 1962 | 1968 | 1975 | 1982 | 1990 | 1999 | 2008 | 2017 |
| Einwohner                  | 219  | 212  | 216  | 195  | 186  | 206  | 181  | 201  |
| Quellen: Cassini und INSEE |      |      |      |      |      |      |      |      |

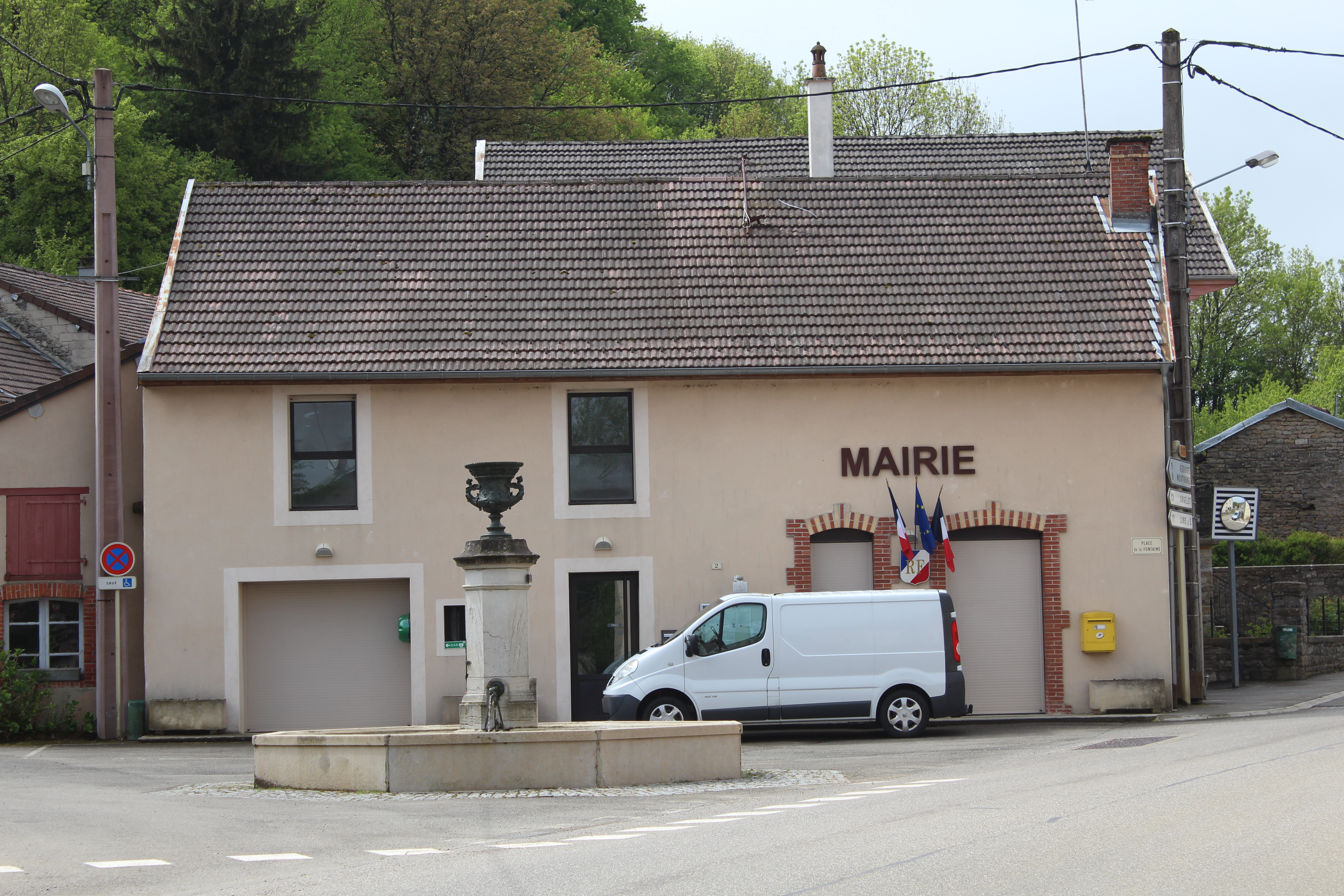
Mairie Augisey
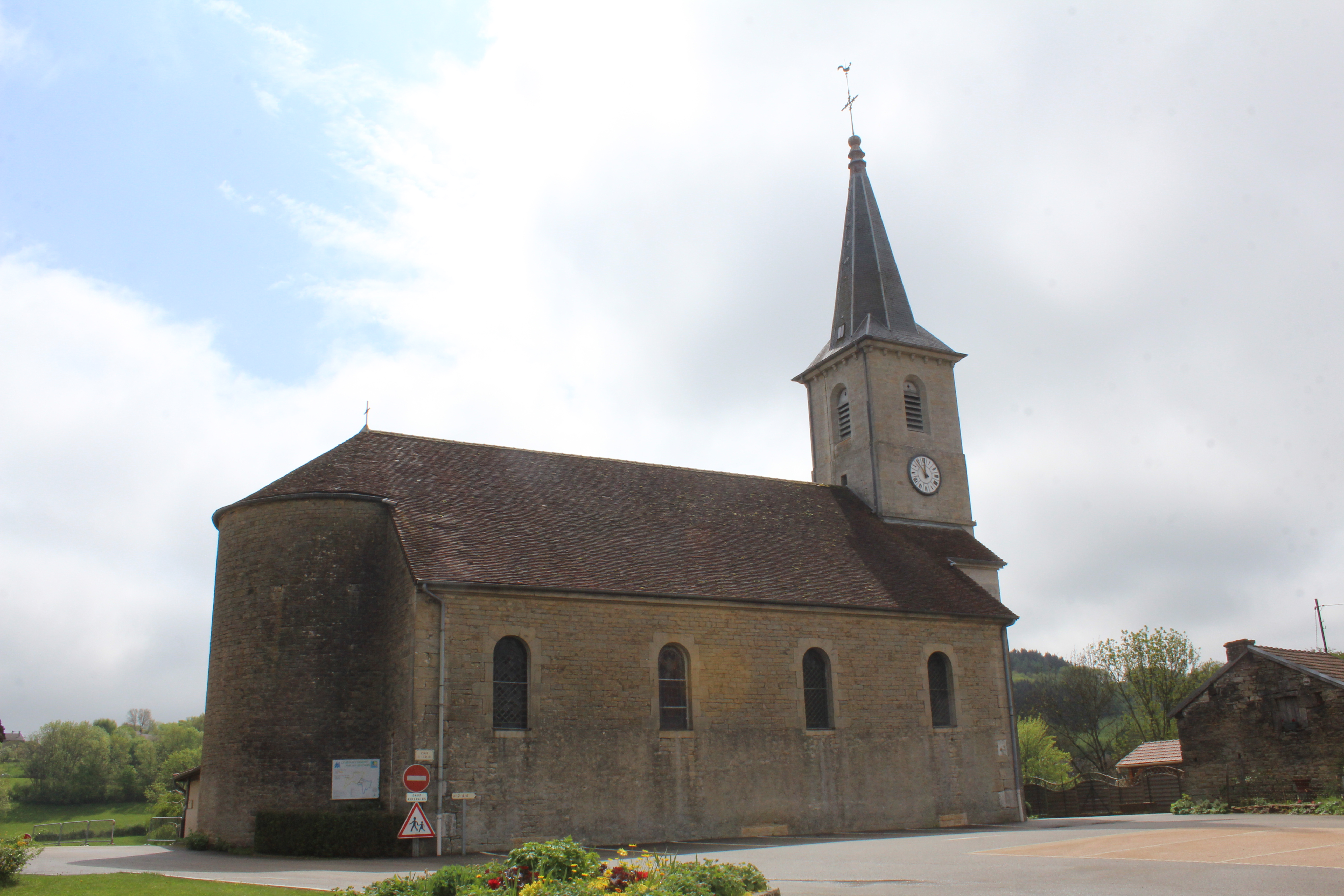
Kirche Saint-André